# Raül Romeva
Raül Romeva i Rueda (ur. 12 marca 1971 w Madrycie) – hiszpański i kataloński polityk, analityk, specjalista w zakresie stosunków międzynarodowych, wykładowca akademicki oraz działacz społeczny, poseł do Parlamentu Europejskiego VI i VII kadencji.

## Życiorys
Dzieciństwo i młodość spędził w Caldas de Montbui. Uzyskał licencjat z dziedziny nauk ekonomicznych oraz doktorat ze stosunków międzynarodowych na Uniwersytecie Autonomicznym w Barcelonie, gdzie pracował jako wykładowca. Był analitykiem konfliktów zbrojnych i odbudowy powojennej w Centrum UNESCO w Katalonii, w organizacji pozarządowej Intermón Oxfam i w Escuela de Cultura de la Paz na macierzystym UAB. Pracował również jako konsultant ONZ.
W latach 1995–1996 był odpowiedzialny za program oświatowy i kulturę pokoju w UNESCO w Bośni i Hercegowinie, później pracował jako obserwator wyborczy OBWE w tym kraju (1996–1997).
Działał w Inicjatywie Zielonych dla Katalonii. W 2004 z listy lewicowej koalicji został wybrany na posła do Parlamentu Europejskiego. W Strasburgu zajmował się m.in. walką z nielegalnym i legalnym handlem bronią przez państwa europejskie. Zasiadał w Komisji Praw Kobiet i Równouprawnienia oraz Komisji Spraw Zagranicznych. W wyborach w 2009 z powodzeniem ubiegał się o reelekcję. W 2014 nie kandydował na kolejną kadencję.
W 2015 znalazł się wśród liderów niepodległościowej koalicji Junts pel Sí w wyborach regionalnych. Uzyskał wówczas mandat poselski do katalońskiego parlamentu (utrzymał go w 2017). W styczniu 2016 wszedł w skład rządu Carlesa Puigdemonta jako minister spraw zagranicznych i instytucjonalnych. Gabinet ten został odwołany w październiku 2017 decyzją hiszpańskiego premiera. 2 listopada 2017 został tymczasowo aresztowany razem z grupą innych byłych ministrów katalońskich pod zarzutami m.in. wszczęcia buntu.
W październiku 2019 został uznany za winnego przestępstw związanych z buntem i sprzeniewierzeniem środków publicznych; skazano go na karę 12 lat pozbawienia wolności, orzekając też zakaz pełnienia funkcji publicznych. W czerwcu 2021 socjalistyczny rząd Pedra Sáncheza (korzystający w parlamencie ze wsparcia katalońskich separatystów) podjął wzbudzającą kontrowersje decyzję o ułaskawieniu dziewięciu katalońskich polityków, w tym Raüla Romevę.
Mąż polityk Diany Riba i Giner.

## Wybrane publikacje
- Pau i seguretat a Europa: prevenció de conflictes armats a l’Europa de la postguerra freda (1997)
- Bòsnia-Hercegovina: lliçons d’una guerra (1998)
- Desarme y desarrollo: claves para armar conciencias (2000)
- Bosnia en paz: lecciones, retos y oportunidades de una posguerra contemporánea (2003)
- Guerra, posguerra y paz: pautas para el análisis y la intervención en contextos posbélicos o postacuerdo (2003)